# Лют'єгаст
Лют'єгаст (нід. Lutjegast, нід. вимова: [ˈlʏcəˌɣɑst]) — село в нідерландській провінції Гронінген. Входить до муніципалітету Вестерквартір.
Його площа — 19,89 км², а населення станом на 2021 рік становило 1120 осіб.
Перша згадка про населений пункт датується 1459 роком.

## Визначні уродженці
- Абель Тасман (1603–1659) — нідерландський мореплавець, дослідник і купець[2].

## Галерея

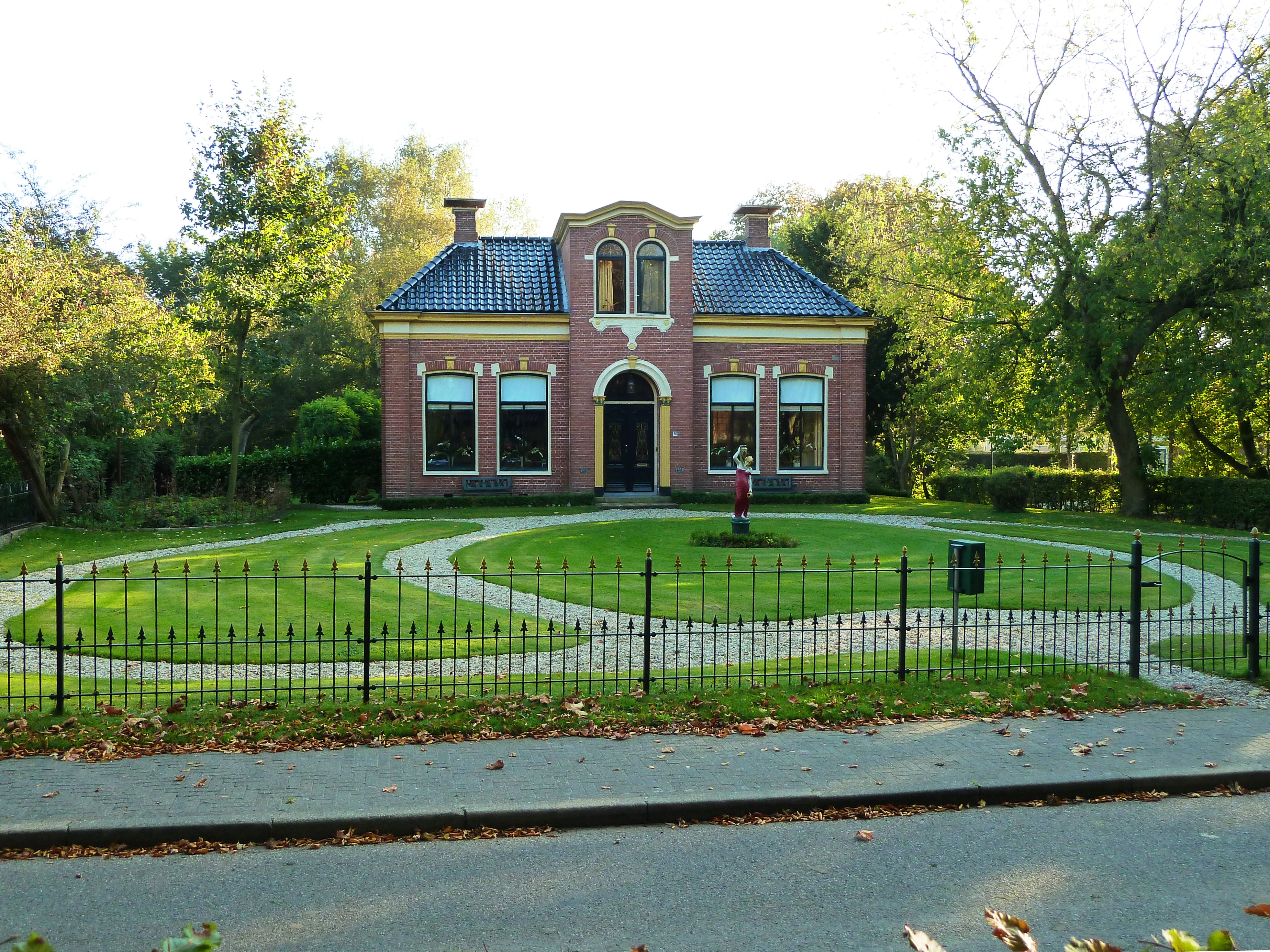
Колишній будинок почту
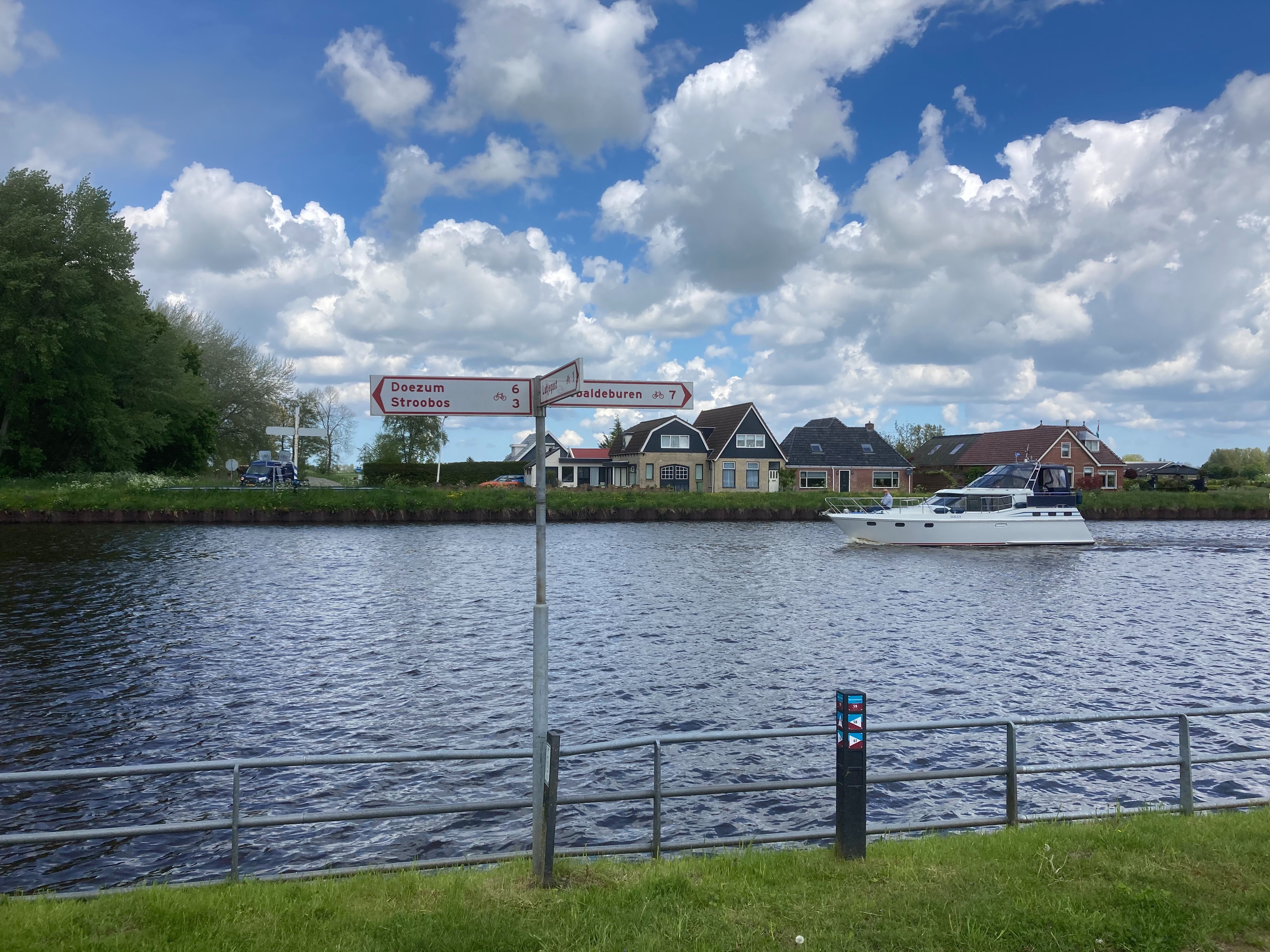
Панорама села
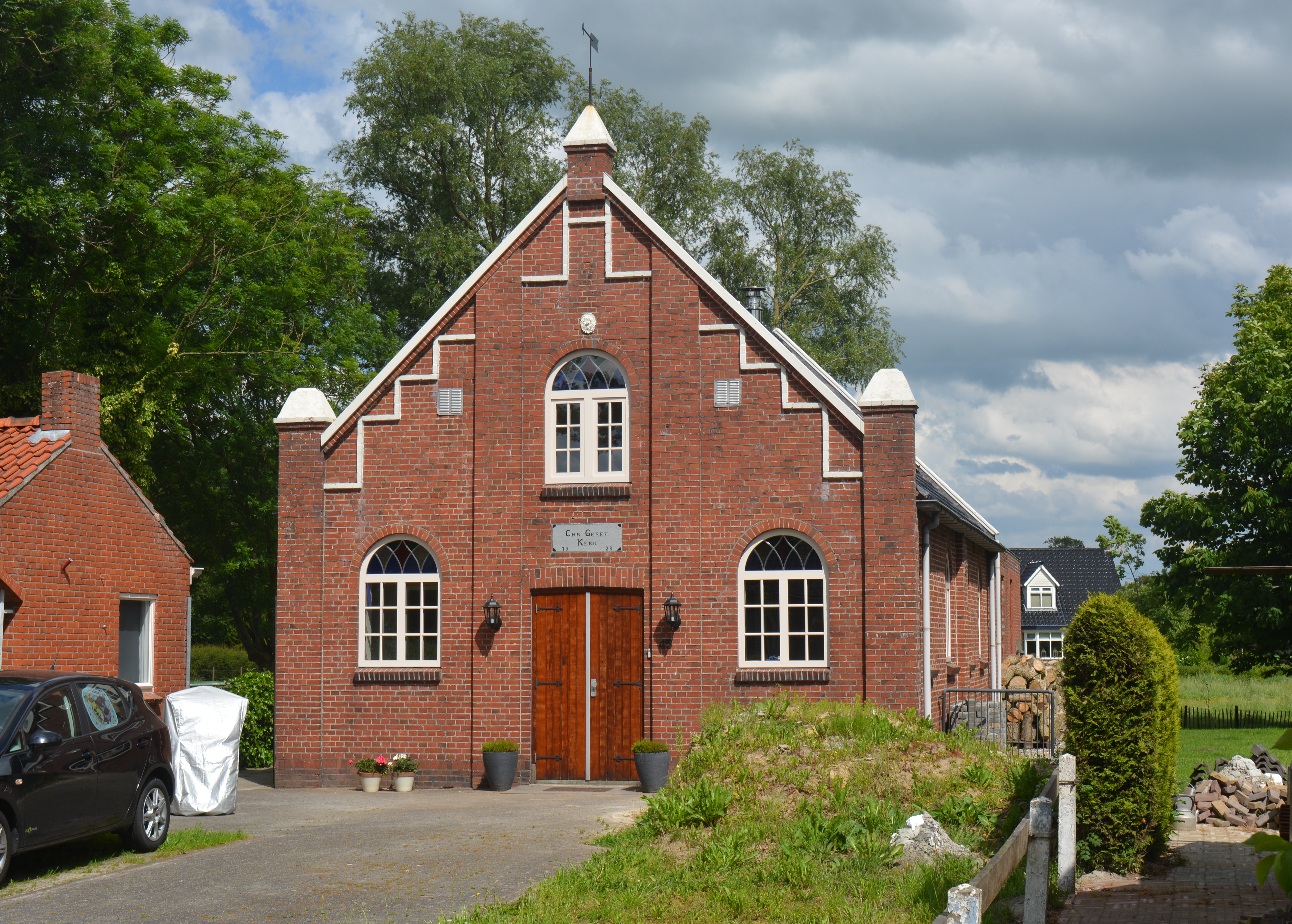
Реформістська церква